# Tachytrechus compositus
Tachytrechus compositus är en tvåvingeart som beskrevs av Jennifer L. Hollis 1964. Tachytrechus compositus ingår i släktet Tachytrechus och familjen styltflugor. Inga underarter finns listade i Catalogue of Life.